# Goryphus basilaris
Goryphus basilaris là một loài tò vò trong họ Ichneumonidae.